# Giuditta Schiavo
Giuditta Schiavo (21 marzo 1990) è una dirigente sportivo ed ex calciatrice italiana, di ruolo difensore, Team Manager del ChievoVerona FM.

## Carriera

### Club
Giuditta Schiavo si interessa al calcio fin dalla tenera età, condividendo la passione della madre che la indirizza ad iscriversi ad una scuola calcio per giocare nelle formazioni miste fin dai 5 anni.
Raggiunta l'età massima indicata dalla federazione per giocare in squadre miste, a 13 anni accetta la proposta del Vicenza, società che la inserisce nella rosa della prima squadra dalla stagione 2003-2004 con la quale disputa il campionato di Serie A2. Veste la maglia del Vicenza per quattro stagioni, rimanendo anche dopo la retrocessione in Serie B al termine del campionato 2005-2006.
Nell'estate 2007 trova un accordo con il Graphistudio Campagna neopromossa in Serie A2 che sta allestendo una formazione in grado di puntare alla salvezza e che le offre un posto da titolare per tornare a giocare nel secondo livello del campionato italiano femminile di calcio. Le verdenero, inserite nel girone A, disputano un campionato difficile, stentando a risultare competitive nella categoria superiore e chiudono la stagione all'11º posto costringendole alla retrocessione in Serie B regionale.
Nell'estate 2008 trova un accordo con il Graphistudio Tavagnacco che le offre un posto da riserva nel proprio reparto difensivo. Fa il suo esordio in Serie A all'età di 18 anni, nella stagione 2008-2009, ma fatica a trovare spazio totalizzando al termine del campionato solamente 5 presenze.
Decide quindi di ritornare al Graphistudio Campagna dalla stagione successiva, convinta di potersi esprimere al meglio in cadetteria e dove la società le garantisce un posto da titolare. Con la società, che dalla stagione 2009-2010 cambia la denominazione in Graphistudio Pordenone a seguito della fusione con il Ceconi Pordenone, rimane tutte le stagioni successive contribuendo alla promozione in Serie A al termine del campionato 2011-2012.
Nell'estate 2018, dopo la mancata iscrizione del Pordenone alla Serie C, si trasferisce al Cittadella, in Serie B. Ha giocato col Cittadella per quattro stagioni consecutive, sempre in Serie B. Per la stagione 2022-2023 ha cambiato squadra ritornando al Vicenza, militante in Serie C. Qui vi rimane per due stagioni chiudendo la carriera da calciatrice e capitano della squadra il 26 maggio 2024, nell'incontro interno vinto 11-0 sul Perugia, dopo 29 anni di calcio giocato.

### Nazionale
Giuditta Schiavo viene selezionata per vestire la maglia Azzurra delle Nazionali giovanili Under-17 e Under-19 vantando alcune presenze sia nella prima che nella seconda.

## Palmarès
- Campionato italiano di Serie A2: 1

Graphistudio Pordenone: 2011-2012 (Girone B)